# Kaspressknödel

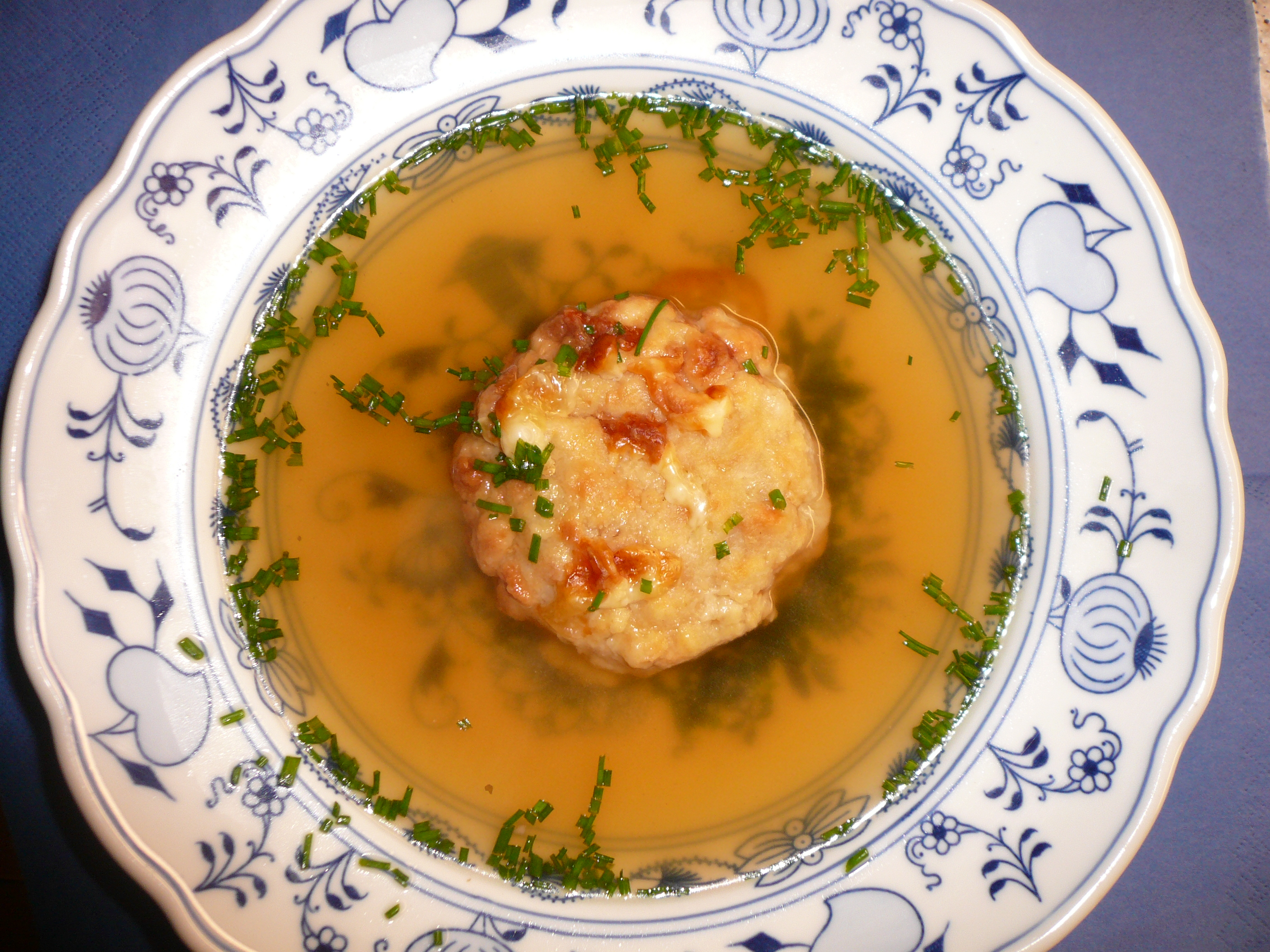
Kaspressknödelsuppe

Kaspressknödel sind eine westösterreichische Spezialität von flach gepressten Knödeln aus Knödelbrot und Käse, die als Suppeneinlage oder in Butterschmalz ausgebacken als Hauptgericht mit Sauerkraut serviert werden.
Als Käse wird jeweils eine regionale Sorte verwendet. So werden die Knödel in Salzburg mit Bierkäse, in Tirol mit Bergkäse oder Graukäse zubereitet, während in Vorarlberg Sura Kees verwendet wird.